# Cacodemonio

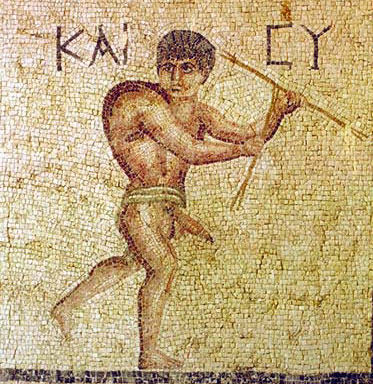
Tychodaimon, el opuesto del cacodemonio

Un cacodemonio, cacodemon o cacodaemon es un espíritu maligno o, en el sentido moderno del término, un demonio. El opuesto a un cacodemonio es un agathodaemon o eudaemon, un espíritu benigno o ángel. La palabra cacodemon es un término del latín que proviene del griego antiguo κακοδαίμων kakodaimōn, que quiere decir "espíritu malvado", donde daimon sería un espíritu neutral en la Grecia Clásica y Tychodaimon sería un espíritu benévolo. En psicología se conoce como cacodemonia o cacodemonomania a la forma de enfermedad mental en la que el paciente cree estar poseído por un espíritu maligno. El primer caso conocido del uso de la palabra cacodemon fuera de la Grecia clásica data de 1398. En la obra de Shakespeare Ricardo III, Acto I, Escena 3, la Reina Margaret llama a Ricardo "cacodemonio" por sus nauseabundos actos y manipulaciones.

## En la cultura popular
- En el libro The Magicians de Lev Grossman, los personajes principales tienen un Cacodemonio implantado mágicamente en sus espaldas..
- Las novelas de Kelley Armstrong "Otro mundo" presentan cacodemonios y eudemonios, algunos de los cuales han producido una progenie semihumana; en este contexto, los eudemonios no son tanto "buenos" como "no caóticos".
- El segundo álbum de la banda Deicide, Legion, contiene una canción llamada "Satan Spawn, The Caco-Daemon".
- Hay una obra de Paul Klee llamada Cacodaemonic (1916).
- Hay una roca en Squamish (Canadá) llamada Cacodemon, es la ubicación de la escalada Dreamcatcher, una 5.14d (9a) primeramente ascendida por Chris Sharma.
- Son enemigos recurrentes en la saga de videojuegos DOOM

## Juegos
- En la primera edición de Advanced Dungeons & Dragons, Cacodemonio es un conjuro mágico de séptimo nivel. Se usa para convocar a un demonio tipo IV, V o VI a la ubicación del personaje del jugador en el mundo del juego. El hechizo se omitió de las primeras versiones de la segunda edición del juego y luego se revisó en la línea de productos Planescape, en la que podía convocar a una variedad de poderosos tanar'ri o baatezu. El hechizo finalmente se eliminó gradualmente en la tercera edición del juego Dungeons & Dragons a favor de un conjuro de invocación de criaturas más completo.[2]
- En la popular serie de videojuegos Doom el Cacodemonio es un enemigo del juego. Son presentados como monstruos levitantes, esféricos, con un solo ojo de color verde y cuernos, que disparan bolas de plasma de su boca. Han aparecido en todos los juegos de la serie.